# Potoče (Ajdovščina)
Potoče é uma vila localizada no município de Ajdovščina na Eslovênia. Possuía uma população estimada de 243 habitantes em 2020.